# Бетельн
Бетельн (нем. Betheln) — община в Германии, в земле Нижняя Саксония.
Входит в состав района Хильдесхайм. Подчиняется управлению Гронау (Лайне). Население составляет 1014 человек (на 31 декабря 2010 года). Занимает площадь 7,51 км².
Община подразделяется на 3 сельских округа.
| Год  | Население |
| ---- | --------- |
| 1990 | 1038      |
| 1995 | 1087      |
| 2000 | 1127      |
| 2005 | 1084      |
| 2010 | 1019      |